# Рибейру, Акилину
Акили́ну Го́меш Рибе́йру (порт. Aquilino Gomes Ribeiro; 13 сентября 1885, Каррегал, Визеу, Португалия — 27 мая 1963, Лиссабон) — один из наиболее плодовитых португальских писателей 1-й половины XX века.

## Биография
Родился в деревне Каррегал муниципалитета Сернанселье в провинции Бейра-Алта с центром в городе Визеу. Спустя годы описал времена своего детства в книге воспоминаний Cinco Reis de Gente (1948). В 10 лет перебрался с родителями в Моймента-да-Бейра. После окончания школы изучал философию и теологию, но через полгода теологию забросил по отсутствию призвания к ней.
По политическим взглядам относился к республиканцам. В юности разделял идеи анархизма. Был членом масонской ложи «Гора» Великого востока Лузитании и карбонарием. В 1906 году переехал в Лиссабон, где до свержения монархии бурлила политическая жизнь. Бурлила до такой степени, что однажды в квартире Акилину взорвалась бомба при неумелом обращении с ней двух его друзей, которые там же сразу и погибли. Акилину был арестован как опасный бомбист, но в январе 1908 года бежал из тюрьмы и некоторое время скрывался в подполье.
В мае того же года выехал в Париж, где провёл 7 лет (1907—1914) с кратким визитом на родину в конце 1910 года после провозглашения Португальской республики. В то время он изучал философию в Сорбонне, где познакомился со своей первой женой Гретой Тидеманн, с которой оформил брак в Германии. В 1914 году с началом Первой мировой войны вернулся в Португалию, где начал преподавать в лицее Камоэнса. В 1913 году вышла первая книга рассказов «Сад бурь» (Jardim das tormentas). Памяти своего отца посвятил книгу «Извилистый путь» (A via sinuosa, 1918). В 1919 году поступил на работу в Национальную библиотеку Португалии, активно издавался и сотрудничал с журналами того времени. В 1927 и в 1928 годах участвовал в неудачных переворотах против военной диктатуры, после провала которых укрывался в Париже. Всю дальнейшую жизнь находился в оппозиции к военной диктатуре, неоднократно арестовывался и находил убежище в Париже. Своим творчеством и общественной деятельностью неуклонно защищал бедные слои населения против притеснения их богатыми.
Публикация романа «Когда воют волки» в 1958 году привела к судебному разбирательству за оскорбление существующей власти и гонениям на писателя, вызвала большой политический резонанс. В защиту Рибейру выступили 300 португальских интеллектуалов, потребовавших освещение процесса, за пределами Португалии петицию в защиту писателя подписали, в частности, Франсуа Мориак, Луи Арагон и Андре Моруа. Суд длился более полтора года, и писатель был помилован.
После смерти в 1963 году был похоронен на кладбище Празереш в Лиссабоне в мавзолее португальских писателей. В 2007 году по решению Ассамблеи Республики останки писателя были перенесены в Национальный пантеон Португалии.

## Творчество
В то время как З. И. Плавскин причислял Рибейру к крупнейшим критическим реалистам XX века, В. Б. Оводов относил его к «коимбрской школе» и сообщал: «Черты народности и реализма сделали Р. учителем передовой литературной молодежи Португалии, особенно представителей неореализма», авторы статьи в Британнике относят прозаика к крупным португальским писателям до появления неореалистического регионализма в 1930 году. Лично знавший Акилину Рибейру историк Жозе Эрману Сарайва (José Hermano Saraiva) высказывался о том, что писатель не принадлежал к определённому литературному течению или школе, и это подтверждается другими источниками.
Творческую деятельность начал в 1907 году как журналист публикацией фельетона «Дочь садовника» (A Filha do Jardineiro). Первая авторская публикация вышла в 1913 году — книга рассказов «Сад бурь» (Jardim das tormentas). Создавал сочинения различных жанров, в том числе воспоминания, произведения для детей и юношества, а также на историческую тематику. Сотрудничал с различными журналами: Alma Nova (1915—1918), Atlantida (1915—1920) и Ilustração (1926—1939), в специальном журнале Revista dos Centenários, выпускавшемся во время Всемирной выставки в Португалии в 1940 году и приуроченном 800-летней годовщине провозглашения Королевства Португалия.

## Основные произведения

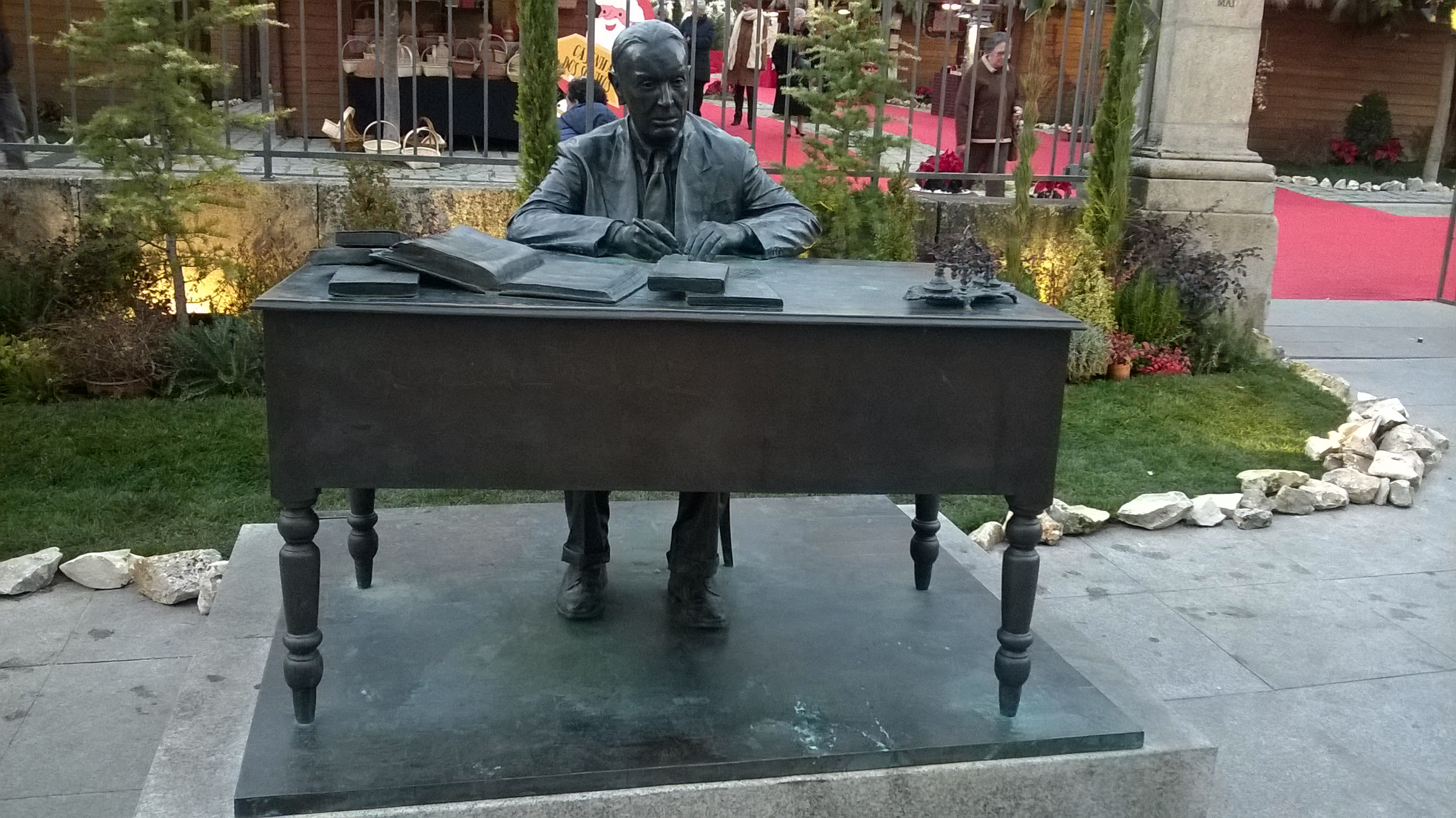
Памятник Рибейру в Визеу на руа Формоза. Открыт в 2013 году

Рибейру известен как автор более 70 произведений (в их числе около 20 романов), при этом ни одно из них по своим неповторимым особенностям не имеет аналогов в португальской литературе, посему не может быть отнесёно к определённой школе или литературному течению.
Биографии
- 1950 — Luís de Camões: fabuloso e verdadeiro (в 2-х томах)
- 1956 — O romance de Camilo (фундаментальная биография Камилу Каштелу Бранку в 3-х томах )

Наиболее значимые произведения
- 1918 — A Via Sinuosa («Извилистый путь», роман)
- 1919 — Terras do Demo («Терраш ду Дему», роман)[12]
- 1920 — O Malhadinhas («Мальядиньяш», рассказ)
- 1922 — Estrada de Santiago («Дорога на Сантьяго», сборник рассказов)
- 1926 — Andam Faunos pelos Bosques («Бродят фавны по лесам», роман)
- 1924 — Romance da Raposa («Роман о Лисе», детская книга)
- 1932 — Batalha Sem Fim («Бесконечное сражение», роман)
- 1943 — Volfrâmio («Вольфрам», роман)
- 1957 — A Grande Casa de Romarigães («Большой дом Ромаригаеншей», роман; переведён на испанский и неоднократно на румынский и французский языки)
- 1958 — Quando os Lobos Uivam («Когда воют волки», роман; русский перевод 1963, переведён на немецкий и английский языки)

Переводы на португальский язык
- 1907 — Antonio Fogazzaro. O Santo («Святой»)
- Miguel de Cervantes Saavedra. D. Quixote de la Mancha
- Xenofonte. O príncipe perfeito (с предисловием переводчика)
- Xenofonte. A retirada dos dez mil (с предисловием переводчика)

В 1970 году посмертно были изданы мемуары «Исповедь писателя» (Um escritor confessa-se).

## Премии, награды и звания
- 1933 — премия премия Рикарду Малейроша за сборник новелл As três mulheres de Sansão. Рибейру стал первым писателем, удостоенным этой премией, которая была учреждена Лиссабонской академией наук в 1933 году в области литературы (жанрах роман, новелла, рассказ).
- 1956 — избран первым президентом Общества португальских писателей (Sociedade Portuguesa de Escritores)[10][6][13]
- 1958 — избран действительным членом Лиссабонской академии наук, членом-корреспондентом которой являлся с 1935 года[7]
- 1960 — выдвинут в кандидаты на получение Нобелевской премии по литературе от Общества португальских писателей[14]
- 1982 — 14 апреля был посмертно награждён орденом Свободы с присуждением звания Командора (ComL).

## Семья
Рибейру был женат дважды. Первый раз женился на немке Грете Тидеманн в 1913 году, от брака с которой в 1914 году родился сын Анибал. Вторично писатель женился в 1929 году в Париже на дочери смещённого президента Португалии Бернардину Машаду Жерониме:
- Жена — Грета Тидеманн (Grete Tiedemann; ок. 1890—1927)
  - Сын — Анибал Акилину Фриц Тидеманн Рибейру (Aníbal Aquilino Fritz Tiedeman Ribeiro, 1914—1999)
- Жена — Жеронима Данташ Машаду (Jerónima Dantas Machado)
  - Сын — Акилину Рибейру Машаду (Aquilino Ribeiro Machado, 1930—2012; мэр Лиссабона в 1977—1979 годах)